# Петрівська Перша сільська рада
Петрі́вська Пе́рша сільська́ ра́да — адміністративно-територіальна одиниця та орган місцевого самоврядування в Тарутинському районі Одеської області. Адміністративний центр — село Петрівськ.

## Загальні відомості
Петрівська Перша сільська рада утворена в 1937 році.
- Територія ради: 37,88 км²
- Населення ради: 82 особи (станом на 2001 рік)

## Населені пункти
Сільській раді підпорядковані населені пункти:
- с. Петрівськ
- с. Сухувате

## Населення
Згідно з переписом УРСР 1989 року чисельність наявного населення сільської ради становила 1499 осіб, з яких 713 чоловіків та 786 жінок.
За переписом населення України 2001 року в сільській раді мешкали 1492 особи.

### Мова
Розподіл населення за рідною мовою за даними перепису 2001 року:
| Мова              | Відсоток |
| ----------------- | -------- |
| болгарська        | 81,81 %  |
| українська        | 6,22 %   |
| молдовська        | 5,95 %   |
| російська         | 4,82 %   |
| гагаузька         | 0,74 %   |
| кримськотатарська | 0,07 %   |
| інші              | 0,39 %   |

## Склад ради
Рада складається з 16 депутатів та голови.
- Голова ради: Паскалов Георгій Георгійович

### Керівний склад попередніх скликань
| Прізвище, ім'я, по батькові  | Основні відомості                                                                       | Дата обрання | Дата звільнення |
| ---------------------------- | --------------------------------------------------------------------------------------- | ------------ | --------------- |
| Паскалов Георгій Георгійович | Сільський голова, 1965 року народження, освіта середня спеціальна, член Партії регіонів | 26.03.2006   | 31.10.2010      |
| Паскалов Георгій Георгійович | Сільський голова, 1965 року народження, освіта середня спеціальна, член Партії регіонів | 31.10.2010   |                 |

Примітка: таблиця складена за даними сайту Верховної Ради України

### Депутати
За результатами місцевих виборів 2010 року депутатами ради стали:

#### За суб'єктами висування
| Суб'єкт висування | Кількість обраних депутатів | %  |
| ----------------- | --------------------------- | -- |
| Партія регіонів   | 12                          | 75 |
| Самовисування     | 4                           | 25 |

#### За округами
| № округу        | Прізвище, ім'я, по батькові   | Дата визнання обраним | Освіта             | Партійна приналежність                  | Відомості про обраного депутата                                                           |
| --------------- | ----------------------------- | --------------------- | ------------------ | --------------------------------------- | ----------------------------------------------------------------------------------------- |
| Партія регіонів |                               |                       |                    |                                         |                                                                                           |
| 1               | Даракчі Іван Федорович        | 03.11.2010            | вища               | позапартійний                           | ВАТ"Петросталь", бригадир                                                                 |
| 3               | Кунєв Федір Костянтинович     | 03.11.2010            | середня            | позапартійний                           | прикордонний загін «Підгірне», водій                                                      |
| 4               | Балтажи Іван Георгійович      | 03.11.2010            | вища               | позапартійний                           | комунальне підприємство «Петросталь», директор                                            |
| 5               | Шупак Петро Іванович          | 03.11.2010            | середня            | член Партії регіонів                    | Тарутинське лісництво, лісничий                                                           |
| 6               | Попова Марія Захарівна        | 03.11.2010            | середня            | позапартійна                            | ВАТ «Петросталь», вагар                                                                   |
| 7               | Гайданов Петро Данилович      | 03.11.2010            | середня            | позапартійний                           | приватний підприємець                                                                     |
| 9               | Балтажи Віталій Федорович     | 03.11.2010            | вища               | член Партії регіонів                    | приватний підприємець                                                                     |
| 10              | Гайданов Іван Петрович        | 03.11.2010            | вища               | позапартійний                           | ВАТ «Петросталь», головний інженер                                                        |
| 12              | Каламанов Іван Петрович       | 03.11.2010            | вища               | позапартійний                           | Петрівській першій будинок культури, директор                                             |
| 13              | Маслінков Петро Петрович      | 03.11.2010            | вища               | позапартійний                           | Петрівський Перший навчально-виховний комплекс «Загальноосвітня школа І-ІІІ ст.», вчитель |
| 14              | Попова Раїса Георгіївна       | 03.11.2010            | вища               | позапартійна                            | ВАТ «Петросталь», бухгалтер                                                               |
| 16              | Дундер Іван Іванович          | 03.11.2010            | середня            | позапартійний                           | ВАТ «Петросталь», тракторист                                                              |
| Самовисування   |                               |                       |                    |                                         |                                                                                           |
| 2               | Автутова Прасковія Миколаївна | 03.11.2010            | середня            | член Партії регіонів                    | Петрівська Перша сільська рада, секретар                                                  |
| 8               | Даракчі Олександр Георгійович | 03.11.2010            | вища               | позапартійний                           | слідчій відділ податкової міліції, старшій слідчій                                        |
| 11              | Шаврієв Іван Миколайович      | 03.11.2010            | вища               | член Народної партії                    | ВАТ «Петросталь», головний агроном                                                        |
| 15              | Ковач Галина Георгіївна       | 03.11.2010            | середня спеціальна | член Політичної партії «Сильна Україна» | ВАТ «Петросталь», обліковець                                                              |